# Fairchild Air Force Base

i7
i11
i13
Die Fairchild  Air Force Base (IATA-Code: SKA, ICAO-Code: KSKA) ist eine Basis der US-amerikanischen Luftwaffe. Sie liegt im Spokane County, Washington, etwa 12 Meilen westlich von Spokane und 279 Meilen östlich von Seattle. Die umliegenden Gemeinden sind Airway Heights, Medical Lake und Cheney.
Auf der Basis sind Einheiten des Air Mobility Command stationiert und das SERE-Training der Luftwaffe findet hier statt. Es wohnen rund 2700 Personen auf der Basis.